# Albert Kuntz
Albert Kuntz, född 4 december 1896 i Bennewitz, död 23 januari 1945 i Nordhausen, var en tysk kommunistisk politiker och ledamot av Preussens lantdag.
I januari 1933 utnämndes Adolf Hitler till Tysklands rikskansler och i maj samma år greps Kuntz och placerades i koncentrationsläger. I drygt tio år var han fängslad, bland annat i Lichtenburg och Buchenwald, innan han i september 1943 fördes till Mittelbau-Dora, där V-vapen tillverkades. Kuntz ledde i lägret en motståndsgrupp som utförde sabotage. Natten den 23 januari 1945 avled Kuntz i samband med ett förhör beträffande sabotagedåden.